# Nederland op het Eurovisiesongfestival 2009

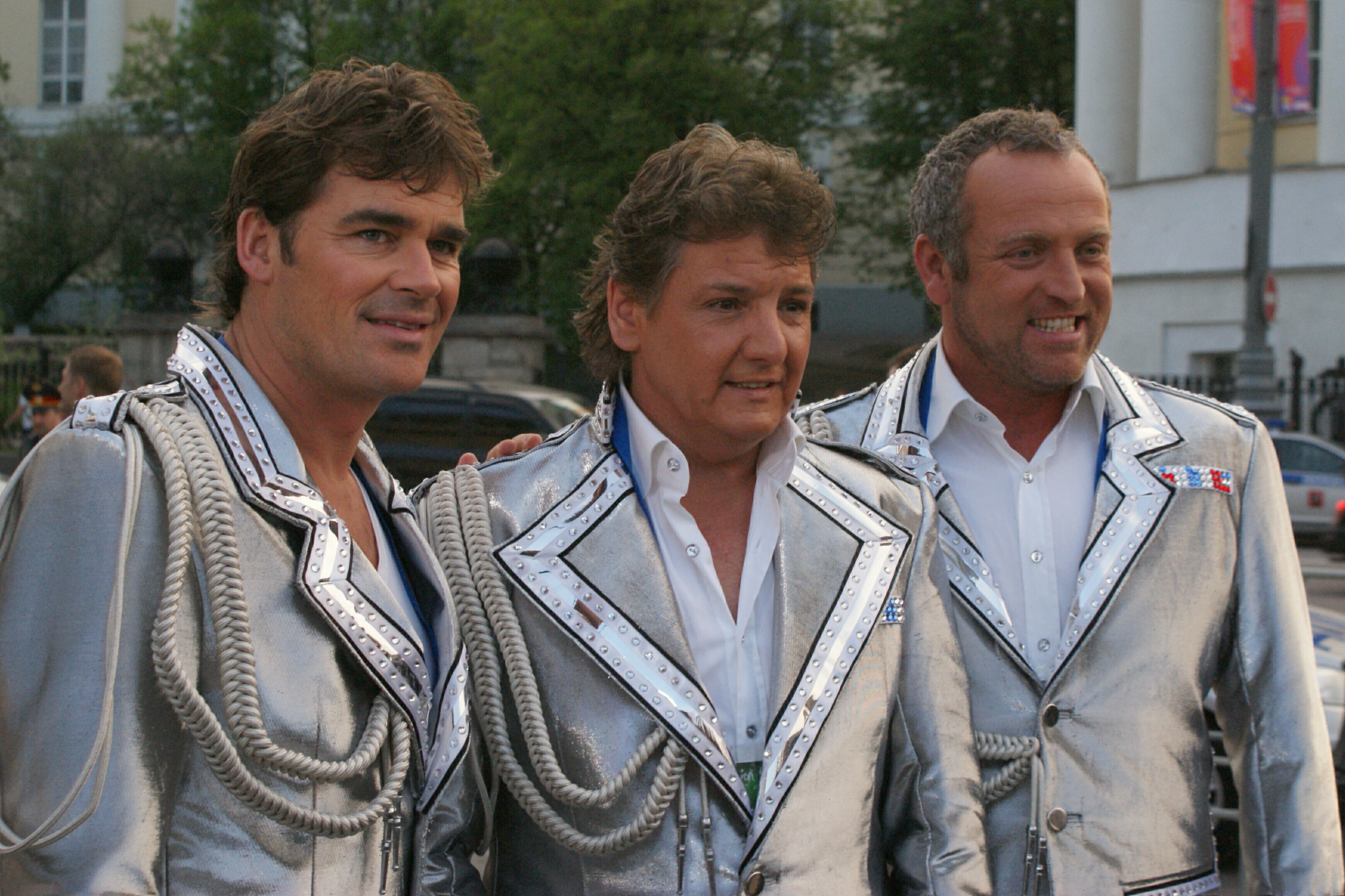
De Toppers tijdens een persmoment in Moskou.

Nederland nam deel aan het Eurovisiesongfestival 2009 in Moskou, Rusland. Het was de 50ste deelname van Nederland op het Eurovisiesongfestival. De NOS was verantwoordelijk voor de Nederlandse bijdrage.

## Selectieprocedure
In het najaar van 2008 werd bekend dat De Toppers in 2009 mee zouden doen aan het Eurovisiesongfestival in Moskou.
Het lied voor het Eurovisiesongfestival werd in februari 2009 gekozen tijdens het Nationaal Songfestival. Het winnende nummer werd Shine, geschreven door Gordon en Bas van den Heuvel.

### Uitslag
| Plaats | Lied                      | Vakjury | Publiek | Totaal |
| ------ | ------------------------- | ------- | ------- | ------ |
| 1      | Shine                     | 48      | 201     | 249    |
| 2      | Angel of the night        | 60      | 130     | 190    |
| 3      | No one loves me like you  | 36      | 21      | 57     |
| 4      | Three is the magic number | 16      | 34      | 50     |
| 5      | Everybody can be a star   | 22      | 21      | 43     |
| 6      | Our night                 | 28      | 13      | 41     |

## In Moskou
Tijdens de tweede halve finale moesten De Toppers als laatste optreden. Van de negentien deelnemers eindigde Nederland op een zeventiende plek, met elf punten. Hierdoor kon Nederland niet deelnemen aan de finale. Het was voor de vijfde keer op rij dat Nederland de finale miste.

## Punten

### Gekregen punten

#### Halve finale 2
| 12 punten | 10 punten | 8 punten | 7 punten | 6 punten     |
| --------- | --------- | -------- | -------- | ------------ |
|           | - Albanië |          |          |              |
| 5 punten  | 4 punten  | 3 punten | 2 punten | 1 punt       |
|           |           |          |          | - Denemarken |

### Punten gegeven door Nederland
Punten gegeven in de halve finale:
| 12 punten | Noorwegen    |
| 10 punten | Griekenland  |
| 8 punten  | Azerbeidzjan |
| 7 punten  | Denemarken   |
| 6 punten  | Servië       |
| 5 punten  | Estland      |
| 4 punten  | Moldavië     |
| 3 punten  | Ierland      |
| 2 punten  | Polen        |
| 1 punt    | Albanië      |

Punten gegeven in de finale:
| 12 punten | Noorwegen             |
| 10 punten | Azerbeidzjan          |
| 8 punten  | Turkije               |
| 7 punten  | IJsland               |
| 6 punten  | Frankrijk             |
| 5 punten  | Armenië               |
| 4 punten  | Bosnië en Herzegovina |
| 3 punten  | Verenigd Koninkrijk   |
| 2 punten  | Duitsland             |
| 1 punt    | Griekenland           |

| 12 punten | Noorwegen           |
| 10 punten | Frankrijk           |
| 8 punten  | IJsland             |
| 7 punten  | Azerbeidzjan        |
| 6 punten  | Duitsland           |
| 5 punten  | Denemarken          |
| 4 punten  | Verenigd Koninkrijk |
| 3 punten  | Albanië             |
| 2 punten  | Israël              |
| 1 punt    | Malta               |

| 12 punten | Turkije               |
| 10 punten | Armenië               |
| 8 punten  | Noorwegen             |
| 7 punten  | Bosnië en Herzegovina |
| 6 punten  | Azerbeidzjan          |
| 5 punten  | Griekenland           |
| 4 punten  | IJsland               |
| 3 punten  | Verenigd Koninkrijk   |
| 2 punten  | Frankrijk             |
| 1 punt    | Estland               |

## Trivia
Het was overigens de laatste keer dat de NOS de Nederlandse bijdrage verzorgde. Sinds 2010 is de TROS hiervoor verantwoordelijk.